# Victoriano Luciano
Victoriano Luciano (Cavite City, 23 maart 1863 - aldaar, 12 september 1896) was een Filipijns apotheker en onafhankelijkheidsstrijder. Luciano was een van de dertien martelaren van Cavite.  

## Biografie
Victoriano Luciano werd geboren op 23 maart 1863 in Cavite City. Zijn ouders waren Joaquin Luciano en Faustina Simona. Na het voltooien van zijn middelbare schoolopleiding aan het Colegio de San Juan de Letran. Nadien studeerde hij aan de University of Santo Tomas, waar hij in maart 1889 met lof zijn licentiaat Farmacie behaalde. Na zijn studie werkte hij als apotheker in Cavite City. Na enige tijd opende Luciano zijn eigen apotheek, waar hij experimenteerde met eigen mengsels en drankjes. Hij maakte ook pillen tegen seksueel overdraagbare aandoeningen. Tijdens een cholera-epidemie in 1892 verstrekte hij gratis medicatie aan de zieken.
Luciano was lid van de lokale tak van de ondergrondse revolutionaire beweging Katipunan. De apotheek van Luciano werd gebruikt als locatie voor bijeenkomsten. Door zijn connecties met de revolutionairen uit Bicol onder leiding van Domingo Abella wist hij aan wapens te komen. In het diepste geheim was de Katipunan bezig met een plan voor een opstand die in Cavite moest beginnen. Nadat de Spanjaarden achter het plan voor een opstand in Cavite waren gekomen werd Luciano samen met diverse anderen vroeg in de ochtend op 4 september 1896 door de Spaanse autoriteiten gearresteerd en gevangen gezet in Fort Felipe. Op 12 september werd hij samen met 12 anderen geëxecuteerd op het Plaza de Armas in Fort San Felipe. De dertien werden hierdoor bekend als dertien martelaren van Cavite.  